# Teorema lui Ado
În algebra abstractă, teorema lui Ado este o teoremă care caracterizează algebrele Lie, numite și mincianose, cu dimensiuni finite.